# Trama terrorista no Bronx em 2009
Em 20 de maio de 2009, a polícia americana prendeu quatro homens em conexão com uma trama falsa inventada por um informante do FBI para supostamente abater aviões militares voando em uma base aérea da Guarda Nacional em Newburgh, Nova York, e explodir duas sinagogas na Comunidade Riverdale no Bronx usando armas fornecidas pelo FBI. O grupo era liderado pelo paquistanês Shahed Hussain, um criminoso que trabalhava para o Federal Bureau of Investigation (FBI) para evitar a deportação por fraude contra o DMV. Shahed Hussain nunca foi acusado nos EUA de qualquer delito relacionado com o terrorismo e recebeu quase US US $ 100.000 dólares do FBI por seu trabalho nessa trama.
O uso de dois informantes pelo FBI e ofertas de dinheiro e incentivos alimentares aos quatro homens levaram a acusações de envolvimento do FBI. Em 23 de agosto de 2013, em um placar de 2 a 1, um recurso para anular as condenações foi negado por um tribunal de recursos de Manhattan. O juiz Jon O. Newman citou as declarações de Cromitie como prova de intenção. Em divergência, o juiz-chefe Dennis Jacobs disse que havia poucas evidências de pré-intenção e que Cromitie estava "atormentado" para participar da trama. Todos os três juízes rejeitaram unanimemente as alegações de aprisionamento dos outros três acusados e rejeitaram os argumentos dos quatro réus de que suas condenações deveriam ser anuladas por motivo de má conduta do governo.

## Contexto
A tentativa de ataque é citada como parte de uma série de conspirações e ataques fracassados de muçulmanos em instalações militares nos Estados Unidos, incluindo o atentado a bomba de Los Angeles em 2005, o ataque a Fort Dix em 2007, o tiroteio de recrutamento de Little Rock em 2009 e os ataques de 11 de setembro. Assim como no caso da trama para atacar bases militares na Califórnia em 2005, alguns ou todos os outros suspeitos se converteram ao islamismo na prisão.
Os ataques terroristas anteriores relacionados ao Islã em Riverdale incluem o bombardeio da Riverdale Press em 1989 durante a controvérsia sobre os versos satânicos e o ataque terrorista de Nova York em 2000.

## Suspeitos
Os suspeitos de terrorismo eram quatro muçulmanos; três são cidadãos americanos afro-americanos e um é imigrante haitiano. James Cromitie foi recrutado pela primeira vez por Shahed Hussain, proprietário de um hotel de Albany e informante do FBI na mesquita Masjid al-Ikhlas em Newburgh, Nova York, que ele participou em apenas algumas ocasiões. O informante do FBI posou como um homem de negócios rico e seduziu Cromitie com uma oferta de US $ 250.000.
Cromitie e seus três supostos cúmplices, David Williams, Onta Williams e Laguerre Payen, não tinham ofensas graves em seus registros, mas foram descritos como "homens extremamente violentos" pelos promotores. A defesa argumentou que esses homens nunca teriam planejado essa conspiração sem a liderança de informantes remunerados, que muitos consideravam um desperdício de recursos do governo, ou seja, para criar conspirações de terrorismo onde não teria havido nada para começar. Nenhum dos homens tinha dinheiro, conhecimento ou habilidades para obter materiais ou montar uma bomba.
Cromitie (também conhecido como Abdul Rahman), o suposto líder, afirmou que ele nasceu um muçulmano e que seus pais vivem no Afeganistão. Ele disse ao informante do FBI que estava furioso com o fato de os militares americanos matarem muçulmanos no Afeganistão e no Paquistão. Ele morava no Brooklyn e tinha um registro de 27 prisões por crimes menores tanto no estado de Nova York quanto na cidade de Nova York.
Em abril de 2009, o informante do FBI persuadiu Cromitie e seus três supostos cúmplices a aceitar seus alvos. Eles deveriam bombardear o Riverdale Temple e o vizinho Riverdale Jewish Center, no Bronx. Eles também deveriam lançar mísseis Stinger em aviões militares em uma base aérea próxima, embora não esteja claro se eles teriam como alvo qualquer aeronave tripulada.
No final de agosto de 2010, Shahed Hussain testemunhou que Cromitie "odiava judeus e odiava o povo americano, soldados americanos. Ele estava cheio de ódio sobre esses assuntos. Ele disse que mataria o presidente (então George W. Bush) 700 vezes porque ele é o Anticristo".

## Trama
Shahed Hussain, um imigrante paquistanês, concordou em servir como informante do FBI após ser preso em 2002 por causa de uma fraude envolvendo carteiras de motorista. Ele anteriormente serviu como um informante em uma investigação de terrorismo não relacionado em Albany, que resultou nas condenações de Yassin M. Aref e Mohammed Mosharref Hossain. No caso do Bronx, ele teria usado áudio e vídeo gravado em muitas de suas reuniões com os conspiradores.
Em 2008, Hussain apareceu na mesquita Masjid al-Ikhlas, sob o nome "Maqsood", falando de jihad e violência. Os membros da congregação entrevistados depois que o enredo foi exposto disseram que "a maioria" dos membros da congregação acreditava que Hussain era um informante. Ninguém relatou sua palestra sobre a Jihad para as autoridades. Cromitie expressou ao informante o interesse de retornar ao Afeganistão, e esperançosamente se tornar um mártir.
Em abril de 2009, Cromitie e seus três supostos cúmplices escolheram seus alvos. Eles planejavam detonar bombas no Templo Riverdale e nas proximidades do Centro Judaico Riverdale no Bronx, e, usando mísseis Stinger, abater aviões militares voando fora de uma base aérea próxima.
Os acusados compraram celulares, bem como câmeras, do Wal-Mart, para explorar as sinagogas. Eles tentaram comprar armas de um comerciante em Newburgh; no entanto, o comerciante estava sem estoque. Eles então foram de carro para o interior e compraram uma pistola de 700 dólares de um líder da gangue Bloods no Brooklyn.
Em 6 de maio de 2009, os homens viajaram para Stamford, Connecticut, para pegar o que acreditavam ser um sistema de mísseis guiados terra-ar e três dispositivos explosivos improvisados, todos incapazes de serem realmente usados. No caminho até lá, um dos homens acreditava que eles estavam sendo seguidos por agentes federais. Eles voltaram para Newburgh até se darem conta de que estavam a salvo, depois voltaram para Stamford.
Os homens também realizaram a vigilância de aviões militares na base da Guarda Nacional Aérea, inclusive tirando fotos para, supostamente, se preparar para o ataque naquele local.

## Tentativa de ataque e prisões
Os homens colocaram bombas falsas conectadas a telefones celulares em três carros separados do lado de fora do Riverdale Temple e próximo ao Riverdale Jewish Center, ambos na comunidade de Riverdale, no Bronx. O comissário do Departamento de Polícia de Nova York, Raymond W. Kelly, disse que um dos suspeitos colocou explosivos, enquanto os outros três suspeitos serviram como vigias.
Os homens estavam retornando ao seu veículo e indo para atacar aeronaves na Base da Guarda Nacional Aérea de Stewart em Newburgh, Nova York, com os falsos mísseis Stinger quando a polícia os impediu. A base aérea compartilha instalações com o aeroporto civil Stewart International.
Quando os homens estavam voltando para o veículo, o sinal foi dado para a prisão. Um veículo de 18 rodas do Departamento de Polícia de Nova York bloqueou o fim da rua. O informante do FBI também serviu como motorista do veículo dos suspeitos. Outro veículo blindado chegou, e oficiais da Unidade de Serviços de Emergência do departamento esmagaram as janelas enegrecidas do SUV, retiraram os homens do veículo e os algemaram no chão. Nenhum deles ofereceu resistência.
Tanto os carros-bomba quanto os mísseis eram na verdade falsificações dadas aos supostos conspiradores com a ajuda de um informante do FBI. Cada uma das duas bombas caseiras foi equipada com cerca de 37 libras de material inerte projetado para se parecer com explosivo  C-4, e "não havia perigo para ninguém", disse Kelly.

## Julgamento e condenação
Cromitie, Onta Williams, David Williams e Payen e foram acusados de conspiração e delitos de armas em sua primeira aparição no tribunal em 21 de maio de 2009 e foram determinados a serem mantidos sem fiança. As acusações que eles enfrentaram - conspiração para usar armas de destruição em massa nos Estados Unidos e conspiração para adquirir e usar mísseis antiaéreos - acarretavam uma sentença máxima de prisão perpétua.
Todos os quatro homens se declararam inocentes. Em março de 2010, os advogados de defesa entraram com uma ação para rejeitar o caso com base em armadilhas. Contando com materiais fornecidos pelo governo (incluindo gravações e depoimentos de agentes do FBI), a defesa argumentou que a trama foi proposta e intimamente dirigida pelo informante do FBI, que "sugeriu os alvos, pagou pelos mantimentos dos réus, comprou uma arma, forneceu as falsas bombas e mísseis, montou os engenhos explosivos e atuou como motorista".
No final de agosto de 2010, o informante do governo Shahed Hussain testemunhou, afirmando que o líder James Cromitie "odiava judeus e odiava o povo americano, soldados americanos. Ele estava cheio de ódio sobre esses assuntos. Ele disse que mataria o presidente 700 vezes porque ele é o Anticristo". Após um julgamento de seis semanas, os quatro foram condenados. Os advogados dos quatro apresentaram uma moção para um novo julgamento alegando que Hussain cometeu perjúrio durante o julgamento. David Williams disse ao Village Voice que os quatro não faziam parte da trama para ferir as pessoas, mas para fraudar Hussain, e as declarações incriminatórias foram feitas para fazer Hussain acreditar que os quatro eram terroristas credíveis.
Em 29 de junho de 2011, Cromitie, Onta Williams e David Williams foram condenados, por sua participação na tentativa de ataque, a 25 anos de prisão pela Juiza Federal de Manhattan, Colleen McMahon. A juiza criticou não só os réus, mas também o que ela considerou como o excesso de zelo do governo na investigação. Referindo-se a Cromitie, ela disse: "A essência do que ocorreu aqui é que um governo, compreensivelmente zeloso para proteger seus cidadãos do terrorismo, encontrou um homem fanático e sugestionável, que era incapaz de cometer um ato de terrorismo por conta própria. Ele criou atos de terrorismo a partir de suas fantasias de bravata e intolerância, e então fez essas fantasias se tornarem realidade". Ela acrescentou: "O governo não precisou se infiltrar e frustrar uma trama nefasta - não havia uma trama nefasta para frustrar". Ela disse que os réus "não são mártires políticos ou religiosos", mas "bandidos de aluguel, puros e simples".
Cada um dos homens se desculpou antes da sentença. Cromitie disse: "Eu nunca fui um terrorista e nunca serei um terrorista. Lamento muito ter me deixado levar por uma armação assim" e acrescentou que ele não acreditava de verdade nas declarações anti-semitas ouvido nas fitas de áudio no julgamento. Em 7 de setembro de 2011, McMahon também sentenciou Laguerre Payen a 25 anos de prisão, mas repetiu suas críticas à forma como o governo lidou com a investigação.
Em 2013, um tribunal federal de apelações, com um placar de dois votos a um, confirmou as condenações dos três réus. O juiz Newman, ao rejeitar as alegações de má conduta, afirmou que, "como em todas as operações, a criação do governo da oportunidade de cometer um delito, até o ponto de fornecer aos réus materiais essenciais para cometer crimes, não excede os limites do devido processo...os agentes [do FBI] teriam abandonados suas funções se não testassem até onde Cromitie iria para realizar seus desejos. Quando um agente do governo encontra um muçulmano que voluntariamente quer “fazer alguma coisa na América” ou morrer como um mártir, o agente tem o direito de investigar as atitudes dessa pessoa para saber se suas opiniões religiosas o impeliram em direção ao tipo violento de islamismo radical que representa uma terrível ameaça aos Estados Unidos".

## Prisão
James Cromitie está atualmente cumprindo sua sentença de 25 anos na Federal Correctional Institution, Allenwood, uma instalação de baixa segurança na Pensilvânia, e está programada para ser libertado em 2031.
Onta Williams está atualmente cumprindo sua sentença de 25 anos na Instituição Federal Correcional, em McDowell, uma instalação de segurança média em West Virginia, e está programada para ser libertado em 2031.
David Williams está atualmente cumprindo sua sentença de 25 anos na Instituição Federal Correcional, Loretto, uma instalação de segurança média na Pensilvânia, e está prevista para ser libertado em 2030.
Laguerre Payen está atualmente cumprindo sua sentença de 25 anos na Penitenciária dos Estados Unidos, Tucson, uma instalação de alta segurança no Arizona, e está programada para ser libertado em 2032.

## Reações e consequências
Michael Bloomberg, o prefeito de Nova York, elogiou o Departamento de Polícia de Nova York. Outros políticos locais também elogiaram a aplicação da lei e expressaram alívio. O governador de Nova York, David Paterson, disse que a trama ilustrava a constante ameaça terrorista que Nova York enfrenta. Em 30 de maio de 2009, Paterson anunciou que daria ao Riverdale Jewish Center e ao Riverdale Reform Temple US $ 25.000 para melhorar sua segurança. O dinheiro virá do Departamento de Segurança Interna (DHS) e envolverá principalmente a instalação de alarmes e equipamentos de vigilância.
Um premiado documentário da HBO de 2014 sobre o caso, The Newburgh Sting, mostrou que o plano e os materiais de ataque foram fornecidos pelo informante do FBI que persuadiu o acusado a participar, oferecendo incentivos, incluindo US $ 250.000, descritos como um caso claro de aprisionamento. A prisão foi descrita (pelo documentário) como tendo sido habilmente encenada no estilo de uma produção de Hollywood, deslocando desnecessariamente vários veículos blindados e mais de cem oficiais de vários departamentos, incluindo esquadrões anti-bomba, embora não houvesse bomba. O FBI, alegou-se, foi motivado por um desejo de manter público o medo do terrorismo e para aumentar a sua reputação de eficácia.